# Edmund Kean
Edmund Kean   (Londres, 17 de març de 1787 - Richmond, 15 de maig de 1833) fou un famós actor de teatre shakespearià nascut a Anglaterra. Va actuar, entre altres llocs, a Londres, Belfast, Nova York, Quebec i París. Va ser conegut per la seva poca alçada, una vida personal tumultuosa i el seu polèmic divorci.

## Biografia

### Primers anys
Edmund Kean va néixer a Westminster, Londres. Probablement el seu pare fou Edmund Kean, arquitecte, i la seva mare Anne Carey, actriu i filla del compositor i dramaturg del segle xviii Henry Carey.
Amb quatre anys va fer la seva primera aparició a un escenari interpretant a Cupido al ballet Cymon de Jean-Georges Noverre. Ja d'infant, la seva vivacitat, enginy i simpatia el van portar a ser un dels preferits entre el públic, però les dures circumstàncies personals i la manca de disciplina van contribuir a desenvolupar en ell una gran autoconfiança que li provocaven actituds capritxoses, rebels i desconcertants. Cap al 1794, algunes persones benèvoles li van finançar els estudis, on va ser un bon estudiant, però defugint lligams es va embarcar com a grumet a Portsmouth. En trobar la vida al mar encara més restrictiva, va fingir ser sord i coix tan hàbilment que va enganyar els metges de Madeira.
De retorn a Anglaterra, va buscar la protecció del seu oncle Moses Kean, mim, ventríloc i animador general, amb qui va continuar els seus estudis de pantomima i el va introduir a l'estudi de Shakespeare. Al mateix temps Charlotte Tidswell, una actriu que havia estat especialment amable amb ell des de la infantesa, li va ensenyar els principis de la interpretació.
Quan va morir el seu oncle, Charlotte Tidswell es va fer càrrec d'ell i va iniciar l'estudi sistemàtic dels principals personatges shakesperians, mostrant una originalitat i un geni singular, mitjançant interpretacions completament diferents de les de John Philip Kemble, considerat aleshores l'actor més reconegut en aquests personatges. El seu talent i aspecte interessant van provocar que la senyora Clarke s'ofengués davant dels comentaris d'un visitant i, sobtadament, va marxar de casa seva i va tornar al seu antic entorn.

### Descoberta
A l'edat de 14 anys, va obtenir un acord per interpretar els personatges protagonistes durant 20 nits al teatre York, apareixent com Hamlet, Hastings i Cató. Poc després, mentre treballava amb la Richardson's Theatre, una companyia de teatre ambulant, la seva fama va arribar al rei George III, que li va manar anar al castell de Windsor. Posteriorment es va unir al circ de Saunders, on en la realització d'un espectacle eqüestre va caure i es va trencar les dues cames. L'accident li va deixar com a seqüeles per tota la vida l'imflament dels peus.
En aquella època es va interessar per la música de Charles Incledon i s'inicià en la dansa amb James Harvey D'Egville i en l'esgrima amb Domenico Angelo. El 1807, va interpretar els primers papers al teatre de Belfast amb Sarah Siddons, que va començar a nomenanr-lo "un horrible home petit home" per després de la seva experiència, dir-ne que "interpretava molt, molt bé", però que "no era prou gran per arribar a ser un gran actor". Al mateix temps va fer una breu aparició a la companyia de Sarah Baker. L'any 1808, es va unir a la companyia de Samuel Butler (actor) i es va casar amb Mary Chambers, de Waterford, l'actriu principal, el 17 de juliol. Van tenir dos fills, un dels quals va ser el també actor Charles Kean.

### El teatre Drury Lane i Nova York
durant alguns anys les seves expectatives van ser poc encoratjadores, però l'any 1814 el comitè del teatre Drury Lane, que estava a prop de fer fallida, va decidir donar-li una oportunitat en els "experiments" que feia per recuperar la popularitat. Davant la perspectiva de la seva primera interpretació a Londres va exclamar: "Si tinc èxit, em tornaré boig". Al no poder-se permetre un tractament mèdic, el seu fill gran va morir l'endemà de signar el contracte de tres anys amb el Drury Lane.
La seva presentació al Drury Lane va ser el 26 de gener de 1814, interpretant a Shylock, el protagonista d'El marxant de Venècia, aconseguint un èxit aclaparador. Els seus contemporanis van reconèixer que Kean havia aportat dignitat i humanitat a la seva interpretació del personatge. L'escriptora Jane Austen també fa referència a la seva popularitat en una carta escrita a la seva germana Cassandra datada el 2 de març de 1814: "Els seients estan assegurats a Drury Lane pel dissabte, però és tan gran el furor per veure Kean que només hem pogut aconseguir una tercera i quarta fila". Les successives aparicions a Ricard III, Hamlet, Otel·lo, Macbeth i El Rei Lear van demostrar el domini que tenia quan a la interpretació de tragèdies. El seu triomf va ser tan gran que ell mateix va dir en una ocasió: "No podia sentir l'escenari sota meu".
L'any 1817 Charles Bucke, un dramaturg local, va proposar representar la seva obra The Italians, or; The Fatal Accusation al teatre Drury Lane, per la qual Kean n'havia de ser el protagonista. L'obra va ser ben rebuda tant pel consell del teatre com pels actors, fins que Kean va canviar d'opinió fent diverses observacions de caràcter ofensiu, considerant que el seu paper no era prou gran per a ell. Després d’una representació al febrer de 1819, on Kean va fer tot el possible per evitar la presentació a Suïssa de la novel·lista històrica Jane Porter, per a qui Kean havia tingut una aversió personal, Bucke va retirar l’obra pel menyspreu en la conducta de Kean. Finalment el personal del teatre va aconseguir persuadir-lo per continuar representant l'obra. Charles Bucke la va tornar a publicar amb una introducció en la que parlava de l'incident, incloent parts de les converses entre les parts implicades, que mes endavant varen ser qüestionades en dos llibres, The Assailant Assailed i A Defense of Edmund Kean, Esq. El resultat va ser vergonyant per ambdues parts però tot i així l'obra es va representar el 3 d'abril de 1819, amb molt poca acollida per part del públic degut a l'escàndol que l'envoltava i la conducta anterior de Kean.
El 29 de novembre de 1820, Kean va debutar per primera vegada a Nova York, interpretant Ricard III a l'Anthony Street Theatre. L'èxit de la seva visita a Amèrica va ser inqüestionable, tot i que hi va haver una disputa vexatòria amb la premsa. El 1821 va actuar a Boston amb Mary Ann Duff amb l'obra The Distrest Mother, d’Ambrose Philips, una adaptació de l'Andromaque de Jean Racine. El 4 de juny de 1821, va tornar a Anglaterra.
Edmund Kean va ser el primer actor en restituir el tràgic final de El Rei Lear de Shakespeare, que l'any 1681 havia estat substituït en els escenaris per l'adaptació de Nahum Tate. Kean havia interpretat anteriorment el Lear de Tate, però opinava que el públic de Londres "no en té ni idea del que puc fer fins que no em vegin sobre el cadàver de Cordelia". No va ser ben rebut, tot i que un crític va descriure l'escena com "profundament afectant" i, molt al seu pesar, va tornar a la versió de Tate.

### Vida privada
L'estil de vida de Kean es va convertir en un obstacle per a la seva carrera. Com a resultat de la seva relació amb Charlotte Cox, l'esposa d'un regidor Londres, Kean va ser demandat pel seu marit per danys per adulteri. Va ser condemnan per un jurat a indemnitzar al Sr. Cox amb 800 lliures esterlines, després de només 10 minuts de deliberació. El cas va provocar que la seva dona el deixés. Quan va tornar a actuar al Drury Lane va ser atacat amb fruites i gairebé es va veure obligat a retirar-se definitivament. Durant molts anys va viure a Keydell House, Horndean.

### Segona visita Amèrica del Nord
L'any 1825 va fer una segona visita a Amèrica, que en gran manera fou una continuació de la presecuació que havia sofert a Anglaterra. Algunes ciutats li van mostrar un esperit de caritat, però molts espectadors el van insultar o fins i tot agredir. A la ciutat de Quebec, va quedar molt impressionat per la bondat mostrada per alguns indis hurons que van assistir a les seves representacions i, suposadament, va ser nomenat cap honorari de la tribu, amb el nom d’Alanienouidet. L'última actuació de Kean a Nova York va ser el 5 de desembre de 1826 interpretant Ricard III, el paper en què es va presentar per primera vegada a Amèrica.

### Decadència i mort
Va tornar a Anglaterra i finalment va ser ben rebut, però ja era tan dependent de l'ús d'estimulants que el deteriorament gradual dels seus dons era inevitable. Tot i així, els seus grans poders van notar-se durant els moments del naufragi absolut de les seves facultats físiques. La seva aparició a París va ser un fracàs a causa d'un atac d'embriaguesa. Va aparèixer a l'obra Ben Nazir de Thomas Colley Grattan el 1827 en un paper de reapartiment a Drury Lane, però l'obra no va ser un èxit. Va rebutjar Alfred el Gran de James Sheridan Knowles, un paper que va ser per William Macready.
La seva última aparició a l'escenari va ser a Covent Garden el 15 de març de 1833, quan va interpretar Othello amb el seu fill, Charles Kean, que també era un actor consumat. A les paraules "Dolent, en pots estar segur", a l'escena 3 de l'acte iii, de sobte es va trencar i va plorar amb una veu vacil·lant: "Oh Déu, m'estic morint. Parla amb ells, Charles", va caure insensible als braços del seu fill. Va morir unes setmanes més tard a Surrey, i es commemora a l'església parroquial on hi ha una placa al terra que marca la seva tomba així com una placa que originàriament estava a l'exterior, però que va ser traslladada a l'interior i va ser molt modificada durant les obres de restauració l'any 1904. Està enterrat a l'església parroquial de All Saints, al poble de Catherington, Hampshire. Se suposa que les seves últimes paraules van ser "Morir és fàcil; la comèdia és difícil". A Dublín, Gustavus Vaughan Brooke va ocupar el paper de William Tell que Kean havia deixat vacant.

## Llegat artístic
Segons l'Encyclopædia Britannica (edició de 1911), va ser en les grans creacions de Shakespeare on es va mostrar la variada bellesa i grandesa de l'actuació de Kean, tot i que probablement el seu millor personatge va ser Sir Giles Overreach en A New Way to Pay Old Debts de Philip Massinger, l'efecte de la seva primera actuació va ser tal que els especadors es van aixecar massivament, i fins i tot els mateixos actors i actrius es van veure superats per la fantàstica il·lusió dramàtica. El seu principal problema com a actor era la seva poca estatura. Coleridge va dir: "Veure'l actuar era com llegir Shakespeare amb llums i llamps".